# Bovernier
Bovernier (niem. Birnier) – miejscowość i gmina (commune) w południowej Szwajcarii, w kantonie Valais, w okręgu (district) Martigny. Leży nad rzeką Dranse.

## Demografia
W Bovernier mieszka 916 osób. W 2021 roku 13,8% populacji gminy stanowiły osoby urodzone poza Szwajcarią. 

## Transport
Przez teren gminy przebiega droga główna nr 21. 